# 16713 Airashi
16713 Airashi este o planetă minoră (asteroid), cu un diametru de 13,584 km, din centura de asteroizi. A fost descoperită pe 20 septembrie 1995 la Kitami de Kin Endate. 
Obiectul prezintă o orbită caracterizată de o semiaxă mare de 3,1475508 UAi, o excentricitate de 0,16, o înclinație de 7,11623 ° în raport cu ecliptica.